# Концел
Концел (њем. Konzell) општина је у њемачкој савезној држави Баварска. Једно је од 37 општинских средишта округа Штраубинг-Боген. Према процјени из 2010. у општини је живјело 1.831 становника. Посједује регионалну шифру (AGS) 9278143.

## Географски и демографски подаци
Концел се налази у савезној држави Баварска у округу Штраубинг-Боген. Општина се налази на надморској висини од 500–900 метара. Површина општине износи 26,8 km². У самом мјесту је, према процјени из 2010. године, живјело 1.831 становника. Просјечна густина становништва износи 68 становника/km².